# Lacus Odii

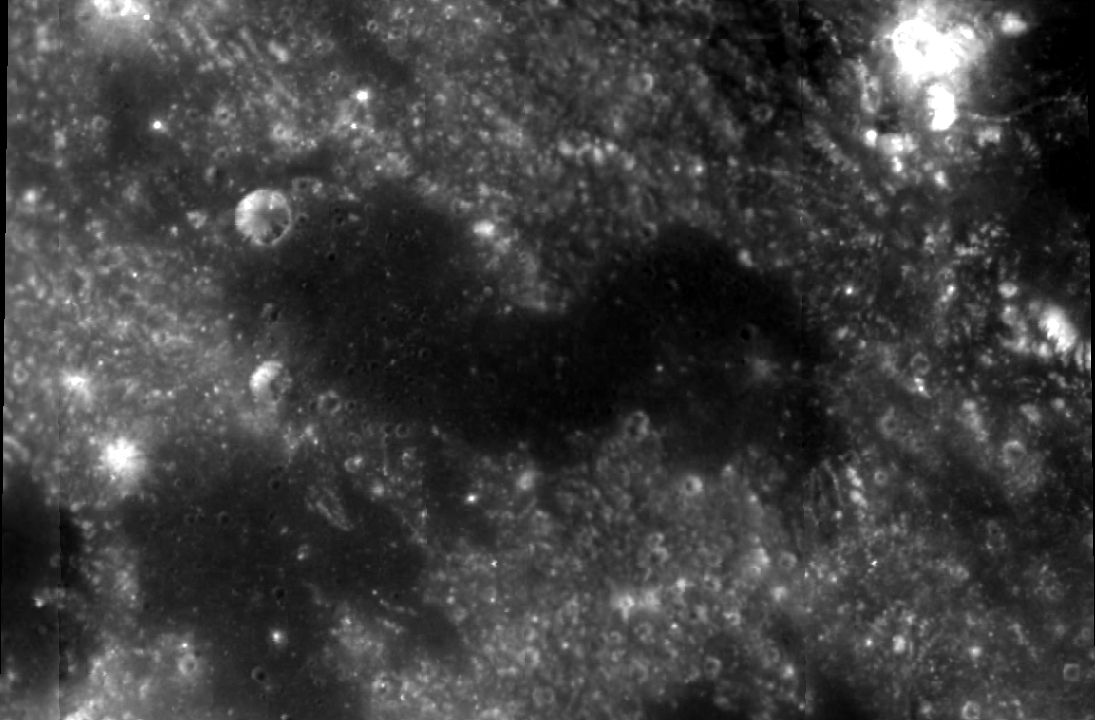
Lacus Odii, photographié par la sonde orbitale Clementine en 1994. En bas à gauche, une partie de Lacus Felicitatis.

Lacus Odii (Lac de la haine en latin) est un lac lunaire dans la région Terra Nivium de la Lune. Le diamètre moyen est de 70 km et les coordonnées sélénographiques sont 19, 7. Le nom a été fixé par l'Union astronomique internationale en 1976 lors de sa seizième assemblée générale.